# Leo White
Leo White (ur. 10 listopada 1882 w Graudenz (ob. Grudziądz), zm. 20 września 1948 w Glendale w Kalifornii) – amerykański aktor filmowy pochodzenia niemieckiego, znany głównie z występów w filmach reżyserowanych przez Charliego Chaplina. Wystąpił w około 200 filmach.
Był dwukrotnie żonaty. Miał pięcioro dzieci.
Zmarł w wieku 65 lat w Kalifornii.

## Filmografia
- 1915: Jego nowe zajęcie
- 1915: Charlie się bawi
- 1915: Charlie bokserem
- 1915: Charlie w parku
- 1915: Panna Charlie
- 1915: Praca
- 1915: Charlie się żeni
- 1915: Charlie gra Carmen
- 1915: Charlie w banku
- 1915: Włóczęga
- 1915: Charlie marynarzem
- 1915: Charlie w Music-Hallu
- 1916: Charlie włóczęga
- 1916: Charlie włamywaczem
- 1916: Charlie strażakiem
- 1918: Potrójne kłopoty